# 송평항
송평항은 전라남도 해남군 화산면 송평리에 있는 어항이다. 1984년 10월 31일 지방어항으로 지정하여 관리하고 있다. 시설관리자는 해남군수이다.

## 어항 시설
- 방파제 318m, 선착장 21m, 물양장 153m

## 주요 어종
- 김, 바지락